# Krupianka (dopływ Grajcarka)
Krupianka, Sztolnia – potok, lewy dopływ Grajcarka.
Krupianka ma liczne źródłowe cieki na północno-wschodnich stokach Wysokiego Wierchu w grzbiecie Małych Pienin. Spływa w północno-wschodnim kierunku i w Szlachtowej uchodzi do Grajcarka na wysokości około 535 m. Orograficznie lewe zbocza doliny Krupianki tworzy grzbiet Huściawy i Uboczy (zwanej też Opalańczykiem), prawe grzbiet Krupianki i Sołtysie Skały. Zlewnia Krupianki znajduje się w miejscowości Szlachtowa w województwie małopolskim, w powiecie nowotarskim, w gminie miejsko-wiejskiej Szczawnica.
Na niektórych mapach ma nazwę Sztolnia, zaś nazwę Krupianka przypisano następnemu na wschód potokowi Czerszla. Ujścia Krupianki i Czerszli do Grajcarka znajdują się bardzo blisko siebie – w odległości około 120 m.
W górnej części potoku w 1918 r. znaleziono sztolnię świadcząca o wydobywaniu tutaj rud metali w dawnych czasach. Obecnie jest zasypana.